# Lielais Kristaps
Lielais Kristaps est un festival cinématographique letton fondé en 1977 et organisé par l'Union cinématographique de Lettonie (en letton : Latvijas Kinematogrāfistu savienība (LKS)). L'événement donne lieu à la remise des trophées récompensant les productions cinématographiques nationales.

## Histoire
L'idée du festival provient du réalisateur Ansis Epners et du cadreur Miks Zvirbulis, président du LKS à l'époque. L'événement, annuel à sa création, est devenu bisannuel à partir de 2001.

## Trophée
Le trophée est une statuette représentant le héros folklorique letton Lielais Kristaps (lv), dont le premier modèle en bois a été réalisé par le sculpteur Mārtiņš Zaurs (1915-1998).
Au départ, le trophée était détenu par le gagnant pendant une année. Ensuite, on faisait graver le titre du film lauréat sur le socle de la statuette avant de la remettre en jeu. Il y a eu, dans l'histoire du festival, trois de ces statuettes. Depuis 1998, les originaux en bois sont conservés au musée du cinéma à Riga et on remet à chaque gagnant sa petite figurine en bronze créée par le sculpteur Zigmunds Ozoliņš.

## Catégories de récompenses
| Catégorie                                             | Depuis |
| ----------------------------------------------------- | ------ |
| Meilleur long métrage de fiction                      | 1977   |
| Meilleur court métrage de fiction                     | 2000   |
| Meilleur long métrage documentaire                    | 1978   |
| Meilleur court métrage documentaire (moins de 65 min) |        |
| Meilleur film d'animation                             | 1980   |
| Meilleur début                                        |        |
| Meilleur scénario                                     | 1988   |
| Meilleur réalisateur de fiction                       | 1988   |
| Meilleur acteur                                       | 1986   |
| Meilleure actrice                                     | 1986   |
| Meilleure actrice dans un second rôle                 |        |
| Meilleur acteur dans un second rôle                   |        |
| Meilleur caméraman du film de fiction                 |        |
| Meilleurs décors                                      |        |
| Meilleure création de costumes                        |        |
| Meilleurs maquillages et coiffures                    |        |
| Meilleur compositeur                                  |        |
| Meilleur réalisateur du film documentaire             |        |
| Meilleur caméraman de film documentaire               |        |
| Meilleur réalisateur de film d'animation              |        |
| Meilleur artiste de film d'animation                  |        |
| Meilleur montage de son                               |        |
| Meilleur montage d'image                              |        |
| Prix pour l'ensemble d'une carrière                   | 1998   |

## Prix pour l'ensemble d'une carrière
En 1998, un prix pour l'ensemble de l’œuvre d'une personnalité du monde cinématographique est instauré (en letton : Balva par mūža ieguldījumu kinomākslā). 
Les récipiendaires successifs du prix sont l'acteur Eduards Pāvuls en 1998, les réalisateurs Arnolds Burovs en 2000 et Hercs Franks en 2001, l'actrice Elza Radziņa en 2003, le réalisateur Rolands Kalniņš en 2005, l'actrice Vija Artmane en 2007 et le technicien des effets spéciaux Viktors Šildknehts en 2009, le réalisateur Aivars Freimanis en 2012, le couple de réalisateurs Ivars Seleckis et Maia Selecka en 2014. En 2017, c'est la réalisatrice de films d'animation Roze Stiebra qui reçoit le prix.